# 埜本修
埜本 修（のもと おさむ）、1952年10月6日- ）は、日本の実業家。
1975年、早稲田大学卒業後、郷里に戻り十六銀行に入社。4年間の銀行勤務を経て1979年に独立。1980年、総合ソフトウェアコンサルティング会社の菱和グループを結成、代表取締役に就任。損保会社と業務提携し、土地有効活用プロジェクトを展開。首都圏においてモーター業界を対象に200件余りのコンサルティングを実施。1985年岐阜県初のインテリジェント対応ビル菱和システムセンタービルを建設する。「21世紀を考える座会」の座長として20数年間各地方自治体、商工団体などの機関にシンポジウムや講演会を通じ提言した。
文化活動としては、映画監督の今村昌平を自社の役員に迎え、『黒い雨』の映画制作に協力した。元宝塚の剣幸（つるぎみゆき）を中心としたエンターテイメント会社では、ミュージカルの自社制作、全国公演など、人材育成や文化活動を行った。
社会福祉活動として、高齢社会の到来により、1989年よりスタートしたゴールドプランの実施に先駆け、全国的に福祉関連施設建設の指導を手がけた。
2002年トヨタ自動車最高顧問の豊田英二の妻・豊田壽子が設立した内閣府認証特定非営利活動法人(NPO法人)東海昆虫保存会の理事に就任。2003年菱和システムセンタービルを売却処分。本社機能を東京本部に一本化し、経営統合を図る。都市開発部門、経営コンサルティング部門、M&A部門、投資部門を旧株式会社菱和設計に一本化し、株式会社アルテクス・アソシエイツとして再編した。
徐々に東京での基盤を固め、同年本拠地を六本木ヒルズに移転。経営顧問会社20数社との顧問契約及び自ら主催するROKUHIRU塾を開設し、200社のメンバーを主宰する。2008年NPO法人東海昆虫保存会を引き継ぎ、理事長に就任。名称を特定非営利活動法人(NPO法人)R-INE塾に変更。
2007年菱和グループ創業の地（岐阜市北鶉）にARTXさくやビルを建設し、岐阜の拠点と定めグループ会社を再編する。2013年グループ会社の会長職に就任。都内の住居兼執務室を赤坂タワーレジデンスに移しグループ会社の指揮をとる。2020年覚王山（名古屋市）に不動産取得しグループ会社の名古屋の拠点とする。

## 略歴
- 1952年 - 10月6日岐阜県岐阜市に生まれる[1]
- 大学時代 - 鳩山威一郎に師事し友愛青年連盟の青年活動に参加。中央委員に就任する[2]
- 1975年 - 早稲田大学卒業[1]
- 1975年 - 十六銀行入行[1]
- 1979年 - 十六銀行退社、独立[1]
- 1979年 - 鳩山威一郎参院議員の私設秘書兼岐阜県後援会事務局長となる[2]
- 1980年 - 菱和グループ(コンピュータソフト開発会社、都市建築設計会社、エンターテイメント会社、海外投資会社等10数社)結成。代表取締役に就任[2]
- 1985年 - 会社設立から4年目で自社ビルを建設。高度情報化社会を見越し、当時普及していないLANを導入した最先端設計技術を搭載した菱和システムセンタービルを建設する。岐阜県にインテリジェントシティを提言[2]
- 1985年 - コンピュータシステム部門で、IBMと業務提携を結ぶ[2]。中部未来博を見据えて建設省都市局長の梶原拓副知事に就任。埜本修との対談が岐阜日日新聞で一面記事として掲載された[5]
- 1985年 - 岐阜県下呂市のニューリゾートホテル清芳閣を皮切りにリゾート開発を手掛ける。※リゾート法設置前[6]
- 1986年 - 「21世紀を考える座会」発足。「21世紀を考える伊勢志摩鳥羽座会」発足[3]
- 1987年 - 岐阜駅前開発の提言。(都市開発フォーラム開催)岐阜コンベンションシティ提言。未来博後の岐阜の都市計画を岐阜大学加藤晃教授と発表する[7]。
- 1989年 - 映画監督の今村昌平をグループ会社の役員に迎え、映画『黒い雨』の制作に協力
- 1991年 - 会員制リゾートホテル「パストール」100億円を投じ完成[8]
- 1993年 - 高齢社会に対応した老人保健施設「サンバレーかがみの」の設計コンサルに携わる。これを契機に20数件の高齢者施設を手がける
- 2002年 - 愛知万博を見据え、特定非営利活動法人(NPO法人)東海昆虫保存会発足、理事に就任（初代理事長豊田壽子）[4]
- 2003年 - 菱和システムセンタービル売却。本社機能を六本木ヒルズに移す
- 2005年 -「ROKUHIRU塾」発足
- 2007年 - NPO法人東海昆虫保存会を引き継ぎ、名称を改めROKUHIRU塾を併設したNPO法人R-INE塾として発足。3代目理事長に就任[4]。5月、菱和グループ創業の地（岐阜市北鶉）にARTXさくやビルを竣工。岐阜の拠点としてグループ会社を再編する。
- 2008年1月 - NPO法人R-INE塾主催「歴史を学ぶ座会」発足
- 2010年 - NPO法人R-INE塾は、日本の精神文化を再生する事を目標とした活動を開始する。第1回目の活動として比叡山延暦寺長臈小林隆彰師の講演会「信長と比叡山」を大垣市ソフトピアジャパンセンターにて開催[4]
- 2011年 - 4月23日～5月8日　天台宗総本山比叡山延暦寺において「黒澤明生誕100年in比叡山」を開催[4]
- 2011年 - 10月29日　山王総本宮日吉大社において「浅野温子よみ語りIN日吉大社」を開催[4]
- 2013年 - 5月25日　長浜にて戦国歴史アワード総合プロデュース。チーフプロデューサーは戦国魂の鈴木智博。9月、肺がん手術後、都内の住居を赤坂タワーレジデンスに転居する。グループ会社から一線を引き、会長職で経営指導にあたる
- 2015年 - 5月、グループのフランチャイズ事業会社がコメダ珈琲店5店舗目の出店。羽島コスモスポーツプラザ店開業し、事業本部事務所を併設
- 2017年 - 一般財団法人R-INE塾歴史文化まちづくり研究所法人設立。「持続可能社会のまちづくり」「歴史文化のまちづくり」を提唱。活動を開始。松下幸之助の経営哲学を学ぶ会「江口克彦先生に学ぶ人間観と日本歴史座会」を発足
- 2018年 - 1月、「岐阜命名」450年記念事業「信長公の聴いた音楽会」を岐阜サラマンカホールで開催。10月、江口克彦先生に同行し、李登輝元台湾総統宅を表敬訪問。今後の日台関係を考える東アジア情勢研究会の発足を合意。帰国後、堺屋太一を最高顧問、理事長・江口克彦、事務局長・埜本修にて準備会発足
- 2019年 - 2月8日、東アジア情勢研究会最高顧問　堺屋太一が死去。4月3日、一般財団法人東アジア情勢研究会法人設立。12月李登輝元総統宅に発足の報告の為訪問。12月、持続可能社会のまちづくりシンポジウムを尾張旭市で「令和時代の新たなまちづくり」をテーマに開催
- 2020年 - 3月、覚王山（名古屋市）に土地建物を購入し、名古屋の拠点とする。12月ショコラ覚王山花壇開業。茶室を『花壇』と命名する。経営哲学学びの場茶室「花壇」を併設する。4月1日、「東亜八策」提言集発行。7月、李登輝元総統死去。10月、茶道会で中京の麒麟児と謳われた森川如春庵の田舎家（茶室）再建プロジェクト推進。一般財団法人R-INE財団森川如春庵顕彰会法人設立。代表理事兼事務局長に就任（代表理事会長尾州久田流 五代目家元 下村瑞晃）
- 2021年 - 犬山城下町回廊構想、犬山スイーツガーデン建設に着手
- 2023年 - 犬山スイーツガーデン及びガーデンプレイス茶舘完成
- 2024年 - 森川如春庵田舎家を日泰寺に再建
- 2025年 - 犬山スイーツガーデンに茶室をつくる。江口克彦先生により『幸庵』と命名される。扁額を裏千家業躰の金澤宗繊に依頼